# Bürgermeisterei Leichlingen
Die Bürgermeisterei Leichlingen war von 1815 bis 1819 eine Bürgermeisterei im Kreis Opladen der preußischen Provinz Jülich-Cleve-Berg und nach dessen Auflösung ab 1819 eine Bürgermeisterei im Kreis Solingen der preußischen Rheinprovinz (Regierungsbezirk Düsseldorf). Sie ging aus Teilen des mittelalterlichen bergischen Amtes Miselohe hervor, das 1806 unter den Franzosen aufgelöst wurde und in eigenständige Kantone und Mairies unterteilt wurde. Unter Preußen wurde die Mairie Leichlingen in die Bürgermeisterei Leichlingen umgewandelt. Das Gebiet der Bürgermeisterei ist heute Teil der bergischen Stadt Leichlingen.

## Hintergrund und Geschichte
Das Herzogtum Berg gehörte zuletzt aufgrund von Erbfällen zum Besitz Königs Maximilian I. Joseph von Bayern. Am 15. März 1806 trat er das Herzogtum an Napoleon Bonaparte im Tausch gegen das Fürstentum Ansbach ab. Dieser übereignete das Herzogtum an seinen Schwager Joachim Murat, der es am 24. April 1806 zusammen mit den rechtsrheinischen Grafschaften Mark, Dortmund, Limburg, dem nördlichen Teil des Fürstentums Münster und weiteren Territorien zu dem Großherzogtum Berg vereinte.
Bald nach der Übernahme begann die französische Verwaltung im Großherzogtum neue und moderne Verwaltungsstrukturen nach französischem Vorbild einzuführen. Bis zum 3. August 1806 ersetzte und vereinheitlichte diese Kommunalreform die alten bergischen Ämter und Herrschaften. Sie sah die Schaffung von Départements, Arrondissements, Kantone und Munizipalitäten (ab Ende 1808 Mairies genannt) vor und brach mit den alten Adelsvorrechten in der Kommunalverwaltung. Am 14. November 1808 war dieser Prozess nach einer Neuordnung der ersten Strukturierung von 1806 abgeschlossen, die altbergischen Honschaften blieben dabei häufig erhalten und wurden als Landgemeinden den jeweiligen Mairies eines Kantons zugeordnet. In dieser Zeit wurde die Munizipalität bzw. Maire Leichlingen als Teil des Kanton Opladen im Arrondissement Düsseldorf geschaffen.
Ihr gehörten neben dem Kirchdorf Leichlingen die altbergischen Honschaften Bruck (laut Bremke), Dinkblech und Rödel an.
1813 zogen die Franzosen nach der Niederlage in der Völkerschlacht bei Leipzig aus dem Großherzogtum ab und es fiel ab Ende 1813 unter die provisorische Verwaltung durch Preußen im sogenannten Generalgouvernement Berg, die es 1815 durch die Beschlüsse des Wiener Kongreß endgültig zugesprochen bekamen. Mit Bildung der preußischen Provinz Jülich-Kleve-Berg 1816 wurden die vorhandenen Verwaltungsstrukturen im Großen und Ganzen zunächst beibehalten und unter Beibehaltung der französischen Grenzziehungen in preußische Landkreise, Bürgermeistereien und Gemeinden umgewandelt. Der Kanton Opladen wurde zum Kreis Opladen, die Maire Leichlingen zur Bürgermeisterei Leichlingen.
1819 erfolgte eine partielle Umgliederung im Regierungsbezirk Düsseldorf. Der Kreis Opladen wurde zum Am 30. April 1819 aufgelöst und die Gemeinden dem Kreis Solingen zugeordnet.
1815/16 lebten zusammen 3.119 Einwohner in der Bürgermeisterei. Laut der Statistik und Topographie des Regierungsbezirks Düsseldorf besaß die Bürgermeisterei 1832 eine Einwohnerzahl von gesamt 3.746, die sich in 532 katholische und 3.214 evangelische Gemeindemitglieder aufteilten. Die Wohnplätze der Bürgermeisterei umfassten zusammen zwei Kirchen, vier öffentliche Gebäude, 626 Wohnhäuser, zehn Fabriken und Mühlen und 702 landwirtschaftliche Gebäude. Zu den Wohnplätzen, Höfen und Ortschaften der Bürgermeisterei gehörten laut der Statistik (zeitgenössische Schreibweise): Altenhof beim Förstchen, Adler, Bockstiege, Bremsen, Brücke, Förstchen, Forst, Hüthschen, Hülsen, Kaltenberg, Merlenforst, Müllerhof, Pastorat, Rehborn, Rothenberg, Roßlenbroich, Sandberg, Schmitte (unten), Schmysheide, Schraffenberg, Staderhoff, Stockberg, Scherersberg, Trompette, Windfoche, Windgesheide, Ziegwebersberg, Zweieichen, Altenhof bei Neselrath, Balken, Bechlenberg, Bennert, Bergerhoff, Bertenrath, Bremersheide, Breuhaus, Bröden, Büscherhöfe, Buntenbach, Büchelshäuschen, Bücherhof, Diepenthal, Dierath, Eicherhof, Friedrichshöhe, Haswinkel, Hasensprung, Heeg, Holzerhof, Hohlenweg, Hammer, Hülstrunk, Hüchelrath, Johannisberg, Junkersholz, Kampe, Kuhle, Koltershäuschen, Kradenpohl, Klapmütz, Leichlingen, Leisiefen, Metzholz, Nesselrath, Haus Nesselrode, Neuland, Oberbüscherhof, Pohligshof, Rohderhof, Rödel, Scheuerhof, Schneppenpohl, Sonne, Stegerhäuschen, Schmerbach, Schmitte, Scheidt, Schüddig, Stöcken, Ufer, Unterberg, Unterbüscherhof, Wachholder, Waltenrath, Weide, Weltersbach, Wietsche und Zeit.
Am 4. September 1856 erhielt Leichlingen aufgrund der in jenem Jahr in Kraft getretenen neuen Rheinischen Städteordnung das Stadtrecht.
Das Gemeindelexikon für die Provinz Rheinland von 1888 gibt für die Stadt (und zugleich Bürgermeisterei) Leichlingen eine Einwohnerzahl von 5813 an (4237 evangelischen, 1560 katholischen und 16 sonstig christlichen Glaubens), die in 93 Wohnplätzen mit zusammen 1007 Wohnhäusern und 1189 Haushaltungen lebten. Die Fläche der Stadt und Bürgermeisterei (2505 ha) unterteilte sich in 1235 ha Ackerland, 225 ha Wiesen und 530 ha Wald.
Als Wohnplätze werden zusätzlich zu den 1832 genannten im Gemeindelexikon aufgelistet: Bahnhof, Bremersheidermühle, Bungenstraße, Fähr, Neuenhaus, Neuwinkel und Sankt Heribert.